# Faddej Bulgarin
Faddej Venediktovič Bulgarin, in russo Фаддей Венедиктович Булгарин?, in polacco Tadeusz Bułharyn (Usda, 5 luglio 1789 – Karlova, 13 settembre 1859), è stato un giornalista e scrittore polacco naturalizzato russo, sostenitore della politica autoritaria dello zar Alessandro I e del suo successore Nicola I. Fu un esponente del movimento slavofilo.

## Biografia
Nacque da una nobile famiglia polacca presso Minsk, nell'attuale Bielorussia, all'epoca parte dell'Impero russo. Il padre aveva preso parte alla Rivolta di Kościuszko nel 1794 tra le truppe ribelli del generale Kościuszko; durante la rivolta aveva ucciso un alto ufficiale dell'Esercito imperiale russo e per questo fu esiliato in Siberia. Il giovane Tadeusz, essendo figlio di un traditore, fu educato in un'accademia militare di Pietroburgo. Nel 1807 fu impiegato nella Battaglia di Friedland contro le truppe di Napoleone Bonaparte, che all'epoca minacciava concretamente la Russia. 

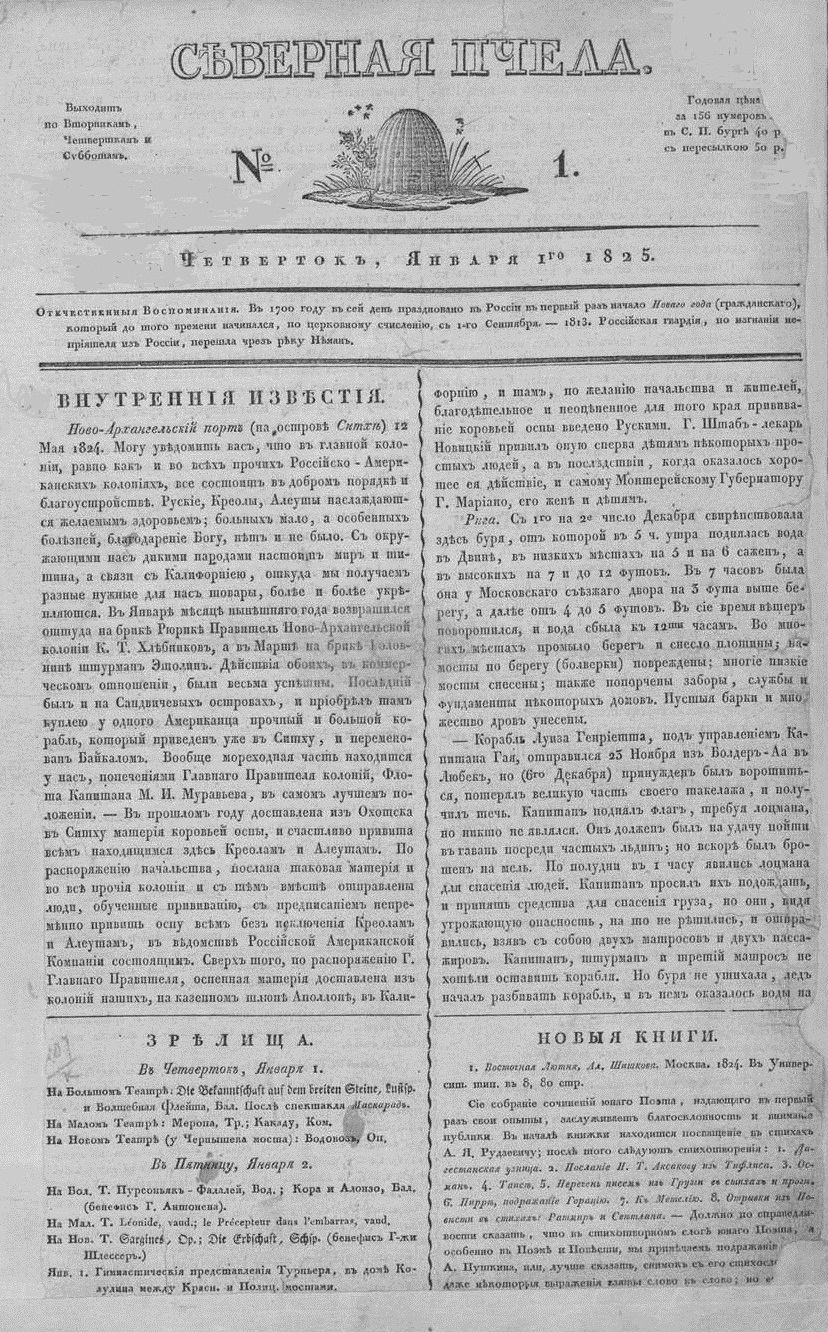
«Severnaja Pčela»

Dopo il conflitto fu arrestato con l'accusa di furto. Rilasciato, il suo reggimento fu trasferito in Finlandia, ma Bulgarin disertò riparando a Varsavia, dove si unì alla Grande Armée di Napoleone, formata nel 1805; con le truppe francesi combatté contro gli insorti spagnoli. Nel 1814 fu impiegato in Lituania e, colto mentre tentava di disertare, fu arrestato e imprigionato in Francia, dove nel frattempo Napoleone era caduto, e poi in Prussia.
Nel 1820, dopo sei anni di prigionia, tornò in libertà; decise dunque di tornare a Pietroburgo, dopo un soggiorno a Varsavia. Scrisse articoli di critica letteraria per L'archivio nordico e compose un saggio sulla letteratura russo-polacca. Conobbe e divenne amico del drammaturgo e diplomatico Aleksandr Griboedov e del filologo Nikolaj Greč. Insieme a quest'ultimo fondò il giornale «Severnaja Pčela» (Северная пчела, L'ape del Nord), che pubblicò dal 1825 al 1839, e divenne coeditore della rivista «Syn otečestva» (Сын отечества, Figlio della Patria), dal 1825 al 1859.
Ispirandosi a Walter Scott, l'autore del romanzo storico Ivanhoe, scrisse una serie di racconti incentrati su personaggi storici, come il Falso Dimitri I (1830) e Ivan Mazeppa (1834), che lo resero popolare tra i lettori. Scrisse anche un racconto di fantascienza sul destino della Terra nel XXIX secolo. Nel 1837 pubblicò una descrizione del sistema giuridico dell'Impero russo. 
Giornalista al servizio del regime e informatore della polizia politica, Bulgarin era odiato dagli intellettuali liberali. In alcuni epigrammi Puškin ironizzò sul suo scarso valore di scrittore, lo chiamò spia e lo battezzò Figljarin (da figljar, buffone); per tutta risposta, nei suoi articoli Bulgarin soprannominò il grande Puškin Čuškin (da čuš', sciocchezza). Nekrasov lo chiamò «servo dello zar» e Lermontov prese di mira la sua avidità di denaro.